# Dimeris mira
Dimeris mira är en stekelart som beskrevs av Johannes Friedrich Ruthe 1854. Dimeris mira ingår i släktet Dimeris och familjen bracksteklar. Inga underarter finns listade i Catalogue of Life.